# Giovanni Ciccia
Giovanni Ciccia Ridella (Lima, 18 de junio de 1971) es un actor, director de teatro y cantante peruano. Es más conocido por su papel protagónico como Orlando Hernández, «Django», en la película Django: la otra cara (2002) y sus secuelas Django: Sangre de mi sangre (2018) y Django: En el nombre del hijo (2019). También ha ganado reconocimiento por interpretar a Alfonso Fernández, «Varguitas», en la película Tinta roja y a Diego Montalbán en la serie de televisión Al fondo hay sitio, así como por ser el vocalista principal de la banda de rock Chabelos.

## Carrera
Es hijo de inmigrantes italianos en el Perú.
Empezó como actor de teatro participando en obras como Tartufo, El rey de Sodoma, Séptimo cielo, El dedo en el ojo, La gran magia y Juicio final. Posteriormente, actuó en producciones televisivas como las telenovelas Nino, Isabella, mujer enamorada y Estrellita, y en las películas Sangre de ángel, No se lo digas a nadie (bajo la dirección de Francisco Lombardi) y Tinta roja.
En el año 2001 formó la banda Chabelos junto a los también actores Sergio Galliani y Paul Vega, donde Ciccia es vocalista. El mismo año participó en el musical El show de terror de Rocky como Frank-n-Furter.
En 2002 protagonizó la película Django: la otra cara como Orlando Hernández, bajo la dirección de Ricardo Velásquez; retomando el rol en las secuelas de los años 2018 y 2019.
En 2004 participó en Ayacucho para la película El rincón de los inocentes del director Palito Ortega Matute.
En 2005 actuó en la película Un día sin sexo como Pancho.
En septiembre de 2006 fue jurado de Red Bull Batalla de los Gallos Perú, realizado en el coliseo Tradición Sandia de Chorrillos.
En febrero de 2006 participó en el musical Broadway nights; y durante mayo–junio, el musical Jesucristo Superstar como Judas. En televisión, Ciccia protagonizó la serie Mi problema con las mujeres, que fue nominada a los Premios Emmy Internacional en la categoría Mejor comedia.
En 2007 empezó a conducir el programa 3G por Plus TV. El mismo año protagonizó la obra La nona.
En 2009 dirigió la obra –escrita por Mario Vargas Llosa– La Chunga, con la actuación protagónica de Mónica Sánchez. El mismo año participó en la obra La pareja dispareja.
En 2010 actuó en la obra Extras junto a Sergio Galliani. El mismo año dirigió y protagonizó la obra Los 39 escalones (The 39 Steps). Ciccia apareció en la miniserie estadounidense The Search for El Dorado grabada en Lima y estrenada en 2010.
En 2011 protagonizó la película Bolero de noche como el Trovador y antagonizó la serie Al fondo hay sitio como Diego Montalbán.
Ciccia prestó su voz para la película animada Los ilusionautas, estrenada en enero de 2012.
En teatro en 2012, Ciccia dirigió La fiaca de Ricardo Talesnik.
En 2013 dirigió la obra Un sombrero de paja de Italia y  protagoniza la película El evangelio de la carne.
Además, Ciccia estelarizaró la película La hora azul –adaptación fílmica de la novela homónima– dirigida por Evelyne Pégot-Ogier.
En 2015, dirigió la obra Av. Larco: el musical, basado en la película homónima. A la vez presentó el programa Tercera llamada, talento peruano, que difundió obras teatrales originales del país.
En 2022 retomó el rol de Diego Montalbán en Al fondo hay sitio, esta vez siendo el antagonista central de la serie. El 21 de septiembre de ese año, se convirtió en tendencia en Twitter tras su «dramática» escena junto a Franco Pennano (Cristóbal Montalbán, hijo de su personaje), recibiendo elogios por la audiencia.

## Vida personal
Se casó con Domenica Seminario con quien tiene un hijo de nombre Luca, que nació en julio de 2008. En 2012 tuvo a su segundo hijo, de nombre Valentino.

## Filmografía

### Televisión
- Nino (1996-1997) como Nando.
- Isabella, mujer enamorada (1999) como José Hernández.
- Maria Emilia, querida (1999) como Ricardo.
- Estrellita (2000–2001) como Augusto «Punta Fina».
- Estos chikos de ahora (2003) como Esteban Alcántara.
- Tormenta de pasiones (2004) como Fabián Ibarra.
- Misterio (2005) como Diego.
- Viento y arena (2005) como el padre Marcello.
- Esta sociedad (2006) como el profesor Seminario.
- Estamos en la calle (2006) como presentador.
- Mi problema con las mujeres (2007) como José.
- 3G (2007-2014) como presentador.
- El Dorado (2010) como Quinteros.
- Lalola (2011) como Guillermo Páez.
- Al fondo hay sitio (2011, 2015, 2022-presente) como Diego Montalbán Beltrán.
- Pensión Soto (2017) como Tristán Solano.
- Sit Show (2017) como presentador.

### Películas
- Sangre de ángel (1997)
- No se lo digas a nadie (1998) como Alfonso Córdoba.
- Papapa (2000; corto) como Ignacio.
- Tinta roja (2000) como Alfonso Fernández.
- El bien esquivo (2001) como Fray Andrés.
- Django: la otra cara (2002) como Orlando Hernández «Django».
- El rincón de los inocentes (2005) como Enrique.
- El diente de oro (2005) como el hombre.
- Mañana te cuento (2005) como Alfredo.
- Un día sin sexo (2005) como Pancho.
- Nunca seremos músicos (2008) como él mismo.
- Mañana te cuento 2 (2008) como Alfredo.
- El Delfín: La historia de un soñador (2009) como Miguel (voz).
- El Dorado (2010) como Quinteros.
- Sueños de América (2010; corto)
- Bolero de noche (2011) como el Trovador.
- Los ilusionautas (2012) como Albino (voz).
- Casadentro (2012)
- El evangelio de la carne (2013) como Vicente Gamarra.
- Ella y él (2014)
- La hora azul (2015)
- Locos de amor (2016)
- Margarita: ese dulce caos (2016) como Rafo.
- Margarita 2 (2018) como Rafo.
- Django: sangre de mi sangre (2018) como Orlando Hernández «Django».
- Django: En el nombre del hijo (2019) como Orlando Hernández «Django».
- Como mueren las reinas (2021) como Marcelo.
- La banda presidencial (2022)

## Teatro

### Director
- El mentiroso (2008)
- La Chunga (2009)
- Los 39 escalones (2010–2011)
- La fiaca (2012)
- Un sombrero de paja de Italia (2013)
- La tiendita del horror (2014)
- Avenida Larco: el musical (2015)
- Mamá volvió (2015)[31]

### Actor
- Tartufo (1993) como Orgon.
- El rey de Sodoma (1994)
- Séptimo cielo (1995) como Joshua y Gerry.
- El dedo en el ojo (1996)
- La gran magia (1997)
- El juicio final (1997) como Ángel y Miguel.
- Hamlet (2001) como Laertes
- El show de terror de Rocky (2001) como Frank-n-Furter.
- El avaro (2002) como Cleanto
- Las vacaciones de Betty (2003) como Keith.
- Calzones (Die Hose) (2003) como Teobaldo Márquez.
- Hedwig y la pulgada furiosa (2005) como Hedwig y Tommy Gnosis.
- Jesucristo Superstar (2006) como Judas.
- Broadway nights (2006) como Emcee/Billy Flynn.
- La nona (2007, 2008) como La Nona.
- El misterio de Irma Vap (2007, 2009) como Lord Edgar.
- La pareja dispareja (2009) como Félix Ungar.
- Extras (2010)
- Los 39 escalones (2010–2011) como Richard Hannay.
- La tiendita del horror (2014)

## Música
Giovanni Ciccia es el cantante y uno de los fundadores de la banda de rock peruana los Chabelos en 2001 hasta la actualidad; comenzó con el álbum KKQLOPDOPIS, aunque el álbum debut no tuvo mucho éxito no se rindieron. Giovanni lo sabía tenían que seguir grabando más temas y es así que logran su segundo álbum independiente llamado La venganza del maní asesino. Ese álbum fue el que los llevó al reconocimiento nacional: incluyó la canción "¡Al ramerío!", una composición de la banda Leusemia, así como algunos temas de su álbum anterior. El nombre de dicho álbum tiene su historia: Giovanni Ciccia soñó con un maní asesino que decía "venganza". La imagen no se le borraba de la mente y no se le ocurrió mejor idea que hacer una canción de dicho sueño, y decidió nombrar así al segundo álbum de la banda. Chabelos graban después más álbumes y con la voz de Ciccia, ya que tenía una peculiar manera de cantar y los insultos que decía le daba "el toque especial".
Desde entonces, se publicaron varias grabaciones de canciones de Giovanni Ciccia y de él mismo hablando, y el álbum Nunca seremos músicos es el que hace más referencia a eso.

## Discografía
Álbumes de estudio con Chabelos
- KKQLOPDOPIS (2001)
- La venganza del maní asesino (2004)
- Seko! (2006)
- Nunca seremos músicos (2008)
- Priapismo (2018)
- Con los huevos colgando (2023)

Álbumes recopilatorios con Chabelos
- Glandes éxitos (2010)